# Jaume Cabrera

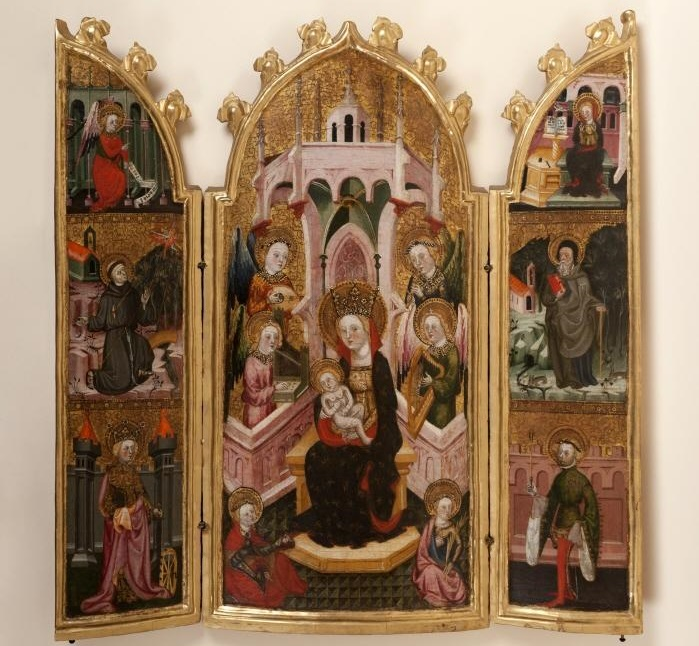
Triptiek met een Maagd met Kind en musicerende engelen, Museo Arqueológico Nacional, Madrid

Jaume Cabrera was een Catalaanse kunstschilder die actief was in Barcelona tussen 1394 en 1432. Hij schilderde in de stijl van de Catalaanse internationale gotiek.

## Biografie
Jaume Cabrera werd waarschijnlijk opgeleid in het atelier van de gebroeders Serra. Omstreeks 1394 ging hij zelfstandig werken en ontwikkelde tot 1432 een schilderkunst die evolueerde van de Serra-stijl, via de Italo-gotiek naar die van Lluis Borrassá: de internationale gotiek. Hij was een in zijn tijd een populaire artiest, met een overheersende smaak voor het accessorische en anekdotische werk, maar niet zonder verfijning en lyriek.
Hij was leraar en schoonvader van Jaume Cirera. Aanvankelijk verzette hij zich tegen het huwelijk van zijn leerling met een van zijn dochters, waarschijnlijk omdat hij de verwachtingen van zijn zoon, ook een schilder, om de leiding van de werkplaats te erven, niet wilde schaden.

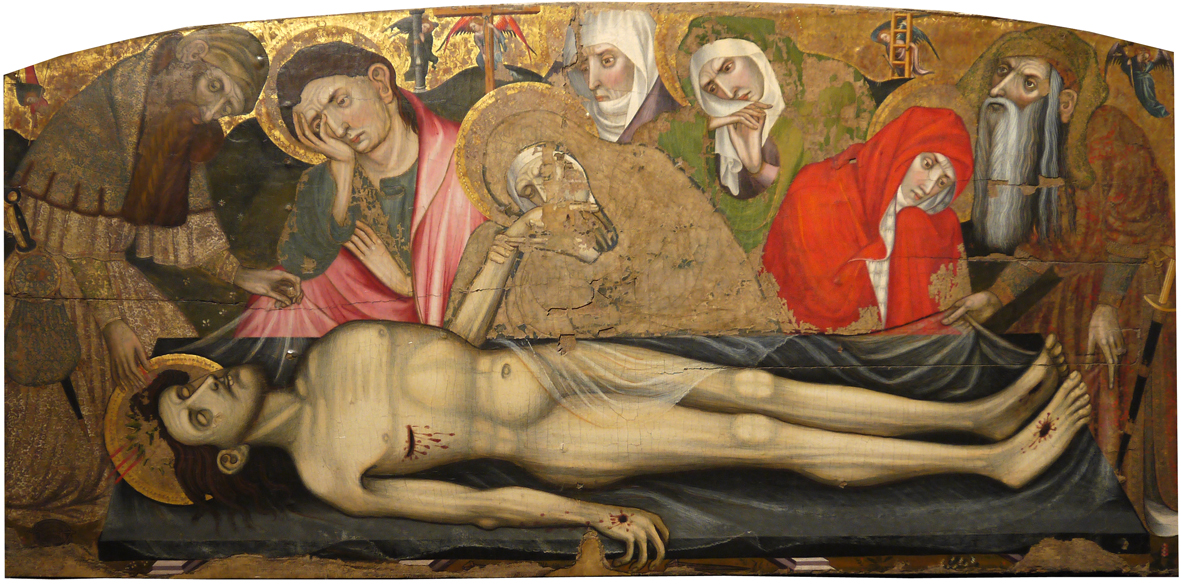
Piéta van de San Denis in Torroella de Montgrí

## Werken
Het altaarstuk van Sint Nicolaas en Sint Michiel in de Santa Maria, de collegiale basiliek van Manresa (1406) is gedocumenteerd als een werk van Cabrera. Daarnaast zijn er een aantal werken die aan hem worden toegeschreven zoals het altaarstuk met de Hemelvaart in de Santa Maria van Sant Martí Sarroca, een triptiek met een Maagd met Kind en musicerende engelen in het Museo Arqueológico Nacional in Madrid. Verder zijn er nog een Calvarieberg (Carreras-collectie), een Onze-Lieve-Vrouw van Smarten van Sant Feliu de Guíxols, de versiering van de kapel in San Pablo en La Bisbal del Ampurdán en een Piëta van de Sant Denis in Torroella de Montgrí, nu bewaard in het Museu d’Art in Girona.
- RKD-Nederlands Instituut voor Kunstgeschiedenis: 14645
- Union List of Artist Names: 500035454
- Virtual International Authority File: 95901504